# Bałaszycha
Bałaszycha (ros. Бaлaшиxa) – miasto w Rosji (obwód moskiewski), na wschód od Moskwy.
Prawa miejskie posiada od 1939 r. Liczba mieszkańców w 2020 r. wynosiła ok. 507 tys.
25 grudnia 2014 rada obwodu moskiewskiego zdecydowała o przyłączeniu do Bałaszychy miasta Żeleznodorożnyj, postanowienie to weszło w życie 22 stycznia 2015. Miasto Bałaszycha po połączeniu liczyło 412 689 mieszkańców.
Od 2021 r. miasto jest siedzibą eparchii bałaszyskiej.
W mieście rozwinął się przemysł maszynowy, metalowy, chemiczny oraz włókienniczy.

## Sport
- HK MWD Bałaszycha – były klub hokejowy
- Dinamo Bałaszycha – klub hokejowy